# يو إف سي 166
يو إف سي 166: فيلاسكيز ضد دوس سانتوس 3 (بالإنجليزية: UFC 166: Velasquez vs. dos Santos III)‏ هو حدث لفنون القتال المختلطة نظمته يو إف سي، أُقيم في 19 أكتوبر 2013، على تويوتا سنتر في هيوستن، تكساس، الولايات المتحدة.